# Manufacturing resource planning
Planejamento dos Recursos de Manufatura (do inglês manufacturing resource planning - MRP II) é um método de gerenciamento total de uma companhia para utilizar os recursos humanos e computacional mais produtivamente de uma companhia industrial. O efetivo planejamento de todos os recursos de manufatura de uma companhia.
Não é exclusivamente uma aplicação de software, mas um casamento de competências pessoais, dedicação à exatidão da base de dados e recursos computacionais.
MRP II integra muitas áreas da empresa industrial em uma única entidade para propósitos de planejamento e controle, do nível executivo ao operacional e do planejamento de longo prazo a operação no chão de fábrica. Ele produz um ciclo fechado de Planejamento de Necessidades de Materiais (MRP) através da adoção do princípio de ‘feedback’ porém estendido para áreas da empresa naturalmente relacionadas com o processo de manufatura.

## O que MRP não é
Muitos itens desta lista podem fazer parte de um MRP II, mas não são unicamente o que ele é:
- Um sistema de computador proprietário;
- Um sistema de controle de fabricação;
- Um plano de redução de estoque.

## História e evolução
Planejamento de Necessidades de Materiais (MRP) e Planejamento de Recursos de Fabricação (MRP II) são predecessores do Planejamento de Recursos Empresariais (ERP), um sistema de integração de informações de negócios. O desenvolvimento destes métodos e ferramentas de coordenação e integração de fabricação tornou possíveis os sistemas ERP existentes hoje. Ambos, MRP e MRP II são ainda amplamente utilizados, independentemente e como módulos de sistemas ERP mais completos, mas a visão original de sistemas de informações integradas como nós conhecemos hoje começou com o desenvolvimento do MRP e MRP II nas empresas industriais.
A visão do MRP e MRP II foi centralizar e integrar informações de negócio de uma maneira que facilitasse as decisões dos gerentes de linha de produção e melhorasse a eficiência da linha de produção como um todo. Nos anos 80 as empresas industriais desenvolveram sistemas para calcular as necessidades de recursos de um lote de produção baseado nas previsões de vendas. Para poder calcular as quantidades de materiais necessárias para fabricar produtos e programar a compra destes materiais de acordo com os tempos de máquina e trabalho necessários, os gerentes de produção perceberam que eles necessitariam utilizar computadores e tecnologia de software para manusear a informação. Originalmente os fabricantes industriais construíram aplicações específicas que eram executadas em mainframes.
Planejamento de Necessidades de Materiais (MRP) foi uma iteração inicial da visão de sistemas de informações integradas. Os sistemas MRP  auxiliaram os gerentes a determinar a quantidade e momento das compras de materiais. Sistemas de informação que poderiam auxiliar os gerentes com outras partes do processo de fabricação, MRP II, vieram em seguida. Enquanto MRP tratavam principalmente com materiais, MRP II contemplava a integração de todos os aspectos do processo de fabricação, incluindo a relação entre materiais, finanças e recursos humanos.
Como os sistemas de ERP de hoje, MRP II foi projetado para integrar um conjunto de informações por meio de um banco de dados centralizado. Entretanto, o hardware, o software e a tecnologia de bancos de dados relacionais dos anos 1980  não eram avançados o suficiente para permitir a velocidade e capacidade de execução destes sistemas em tempo real e o custo destes sistemas era proibitivo para muitos negócios. No entanto, a visão tinha sido estabelecida e mudanças nos processos básicos de negócio em paralelo com rápidos avanços tecnológicos  permitiram sistemas de integração empresarial mais acessíveis utilizados hoje por grandes, médias e pequenas empresas.

## Conceitos gerais
Planejamento de Necessidades de Materiais (MRP) e Planejamento de Recursos de Fabricação (MRP II) são, ambos, estratégias de integração incremental de informações de processos de negócio que são implementadas utilizando computadores e aplicações modulares de software conectadas a um banco de dados central que armazena e disponibilizam dados e informações de negócio.
MRP trata principalmente dos materiais do processo de fabricação, enquanto MRP II cuida da coordenação de todo o processo de fabricação, incluindo as relações entre materiais, finanças e recursos humanos. A meta do MRP II é prover dados consistentes para todos os envolvidos no processo de manufatura enquanto o produto se move através da linha de produção.
Sistemas de informações baseados em papel e sistemas de computação não integrados, que disponibilizam relatórios, ou saídas em mídias, resultam em muitos erros, tais como ausência de dados, dados redundantes, erros numéricos que resultam de serem incluídos incorretamente no sistema, erros de cálculos baseados em erros numéricos e decisões erradas baseadas em dados incorretos ou desatualizados.
Os sistemas MRP II começaram com MRP, Planejamento de Necessidades de Materiais. MRP se baseia na entrada de previsões de vendas pelos departamentos de Vendas e Marketing. Estas previsões determinam a demanda de materiais na linha. MRP e MRP II se baseiam em um Plano Mestre de Produção, o detalhamento dos planos específicos para cada produto em uma linha de produção. Enquanto MRP permite a coordenação do fluxo de compra de materiais, MRP II permite o desenvolvimento de um plano detalhado de produção que considera as capacidades de máquinas e humanas, programando a execução da produção de acordo com a chegada dos materiais. A saída de um sistema MRP II é um programa de operações, envolvendo pessoas e máquinas. Dados sobre o custo da produção, incluindo tempo de máquina, tempo de trabalho humano e consumo de materiais, bem como os números finais de quantidades produzidas são disponibilizados pelo sistema MRP II para contabilização e análise financeira (Monk and Wagner).

## Principais funções
Este método possui as seguintes funções: planejamento operacional em unidades; planejamento financeiro na moeda do país; fazer simulações (previsões) para responder questões como “o que acontece se...?”; extensão do ciclo fechado do “Planejamento de Necessidades de Materiais” (MRP).
O MRP II pode ter muitas formas, mas é um sistema que necessita de um computador. Podendo ser baseado em uma aplicação de software comprada (licenciada) ou desenvolvida internamente de forma modular.
Os módulos básicos característicos em um sistema MRP II são:
- Plano Mestre de Produção (MPS)
- Dados de Especificação de Itens de Materiais (Technical Data)
- Lista de Materiais (BOM) (Technical Data)
- Dados de Recursos de Produção (Manufacturing Technical Data)
- Movimentação e Controle de Estoque (Inventory Control)
- Gerenciamento de Compras
- Planejamento de Necessidades de Materiais (MRP)
- Controle do Chão de Fábrica (SFC)
- Planejamento de Necessidades de Capacidade (CRP)
- Custeio Padrão (Cost Control)
- Gerenciamento e Demonstrações de Custos (Cost Controleee)
- Planejamento de Recursos de Distribuição (DRP)

Junto com tradicionais sistemas tais como:
- Plano de Negócio
- Rastreabilidade de Lotes
- Gerenciamento de Contratos
- Gerenciamento de Ferramentas
- Controle de Alterações de Engenharia
- Gerenciamento de Configuração
- Coleta de Dados de Chão de Fábrica
- Previsões e Análises de Vendas
- Planejamento e Controle de Produção

E sistemas relacionados tais como:
- Contabilidade
- Contas a Pagar
- Contas a Receber
- Gerenciamento de Ordens de Compra
- Planejamento de Recursos de Distribuição (logística)
- Gerenciamento Automatizado de Depósitos de Peças e Componentes
- Gerenciamento de Projeto
- Registros Técnicos
- Estimativas
- CAD/CAM
- CAPP

O  sistema MRP II integra estes módulos de modo que eles compartilham dados e trocam informações livremente, em um modelo de como uma empresa industrial deveria e pode operar. A abordagem MRP II é muito diferente da abordagem de “solução pontual”, onde sistemas individuais são implantados para suportar as atividades de planejamento, controle ou gerenciamento da companhia. MRP II é, por definição, completamente integrado e, no mínimo, completamente interfaceado.
Proporciona:
- Melhor controle de estoque
- Controle de produção aperfeiçoado
- Relacionamento mais produtivo com fornecedores

Para Projeto e Detalhamento de Engenharia:
- Controle de projeto aprimorado
- Melhor qualidade e controle de qualidade

Para Finanças e Custos
- Redução do Capital de Giro em Estoque
- Fluxo de Caixa melhorado através de entregas mais rápidas
- Registro de estoque mais exato
- Informações de custos e rentabilidade mais tempestivas e válidas.

## Características Setoriais
Sistemas MRP II têm sido implantados em muitas indústrias. Algumas necessitam funções especializadas, por exemplo, rastreabilidade de lotes em setores regulamentados tais como alimentação e farmacêutico. Alguns setores industriais podem dispensar facilidades requeridas por outros, por exemplo, fabricantes de lajotas de concreto têm poucas matérias primas – basicamente cimento – e não necessitam de planejamento complexo de materiais. O planejamento de capacidade de produção é a chave do sucesso nesta como em muitas indústrias e é uma daquelas em que MRPII é menos aplicável.

## Literatura
- Monk, E. and Wagner, B., Concepts in Enterprise Resource Planning, 2nd Edition, 2006, Editor, Mac Mendelsohn, Canada: Thomson Course Technology.
- JUST IN TIME, MRP II E OPT   (em Portugues) (1996) - GIANESI, IRINEU G. N / CORREA, HENRIQUE LUIZ - ATLAS